# Nychiodes transcaspia
Nychiodes transcaspia är en fjärilsart som beskrevs av Eugen Wehrli 1929. Nychiodes transcaspia ingår i släktet Nychiodes och familjen mätare. Inga underarter finns listade i Catalogue of Life.